# Bahía del Fondo

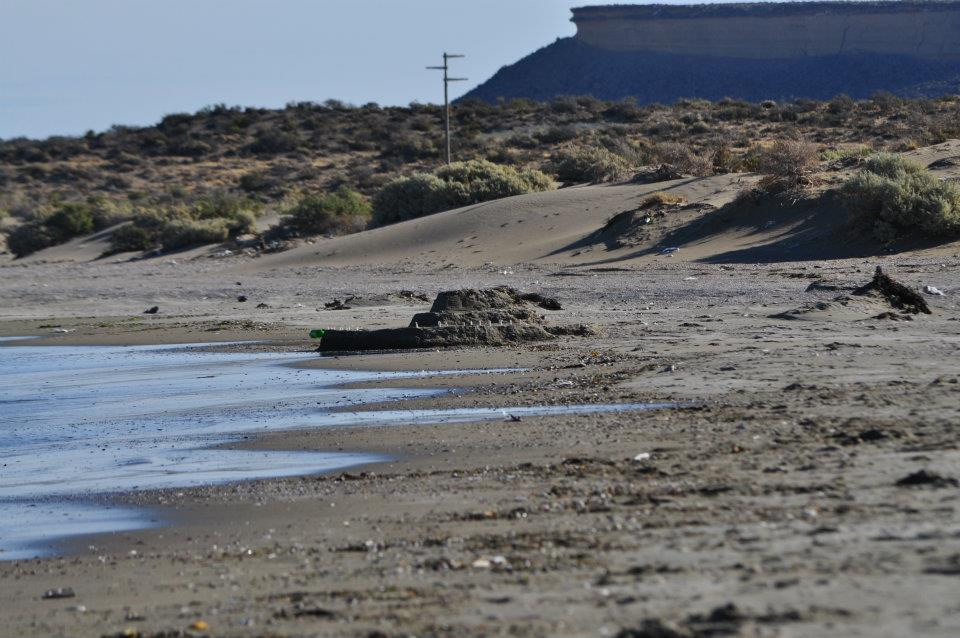
Vista de la Playa Alsina sobre la Bahía del Fondo, hacia el Cerro Pan de Azúcar

La  bahía del Fondo (ó caleta del Fondo) es un cuerpo de agua ubicado en el centro del Golfo San Jorge, en el extremo norte de la costa de la Provincia de Santa Cruz (Argentina). Se encuentra aproximadamente en la posición geográfica 46°03′17″S 67°37′03″O / -46.05472, -67.61750, al sur de la Subcomisaría Ramón Santos, Punta Peligro y playa Los Límites y Playa La Tranquera, y al norte del paraje La Lobería (Santa Cruz). Al sudoeste se encuentra el Cerro Pan de Azúcar.

## Geomorfología y geología
La costa cercana a la bahía del Fondo se caracteriza por presentar acantilados en sus extremos norte y sur, donde afloran sedimentos del Patagoniano, los que afloran también en los intermareales donde se desarrollan plataformas de abrasión con amplios bancos de moluscos.
La playa de la bahía se denomina Playa Acina o Alsina que se caracteriza por ser la última de las 7 playas con arena fina del centro del Golfo San Jorge. Esta playa es muy concurrida por vecinos tanto de Rada Tilly, Comodoro Rivadavia y Caleta Olivia, en la primavera y en el verano suele ser muy concurrida para pasar tardes a la luz del sol.

## Otros datos
Existió un buque mercante argentino, construido en Hamburgo (Alemania), que recibió el nombre de "Bahía del Fondo", el cual el día 29 de abril de 1929, durante su tercer viaje escoró debido al mal tiempo y se hundió cerca de la isla Tora, al sur de Bahía Blanca, falleciendo sus 11 tripulantes. 
Se ha mencionado la presencia en la zona de esta bahía de las siguientes aves identificadas en diversas colecciones de museos: negrito austral o colegial (Lessonia rufa), canastero coludo (Asthenes pyrrholeuca), Bandurrita Patagónica (Eremobius phoenicurus) y cacholote pardo (Pseudoseisura gutturalis).
En el año 1928 se realizaron tareas hidrográficas en Bahía Mazaredo, estas estuvieron hechas por el personal del Transporte 1° de mayo bajo el comando del Teniente de Navío Pedro Luisioni.